# Westminster Bank
La Westminster Bank était une banque anglaise, créée en 1834 en vertu du Bank Charter Act, qui a fusionné en 1970 avec la National Provincial Bank, pour se fondre dans la National Westminster Bank, appelée aussi Natwest.
La banque s'appelait au départ London county and Westminster Bank. Pour bénéficier du droit de battre monnaie, les banques devaient s'implanter au-delà du pourtour de 65 miles (105 km) tout autour de Londres, dans lequel seule la Banque d'Angleterre avait le droit d'émettre des billets de banque. Cependant, pour différentes raisons, la presse, les banques familiales et la Banque d'Angleterre étaient tellement hostiles au Bank Charter Act, que la direction de la nouvelle banque dut s'employer à limiter leur influence, en particulier leur tentative de l'exclure de la chambre de compensation, et ne put ouvrir que six agences, toutes à Londres, au cours de ses trois premières années d'existence. Elle fut ainsi dans l'impossibilité de faire tourner sa proche planche à billet. Ce n'était cependant pas un problème : depuis 1777, tous les banquiers de Londres avaient cessé leurs émissions de billets, qu'ils avaient remplacées par l'usage du chèque. On pouvait donc faire de la banque sans émettre de billets.
La concurrence s'était par ailleurs affirmée, avec pas moins de 59 banques entrées en Bourse de Londres au cours de la seule année 1836. La Westminster Bank réalisa sa première acquisition en 1847, en rachetant Young & Son. En 1909, elle comptait 37 agences. Plus tard, des banquiers d'affaires siègèrent dans ses instances dirigeantes, avant et après la fusion de 1909, qui lui donna le nom de Westminster Bank.